# Riemenstalden
Riemenstalden est une commune suisse du canton de Schwytz, située dans le district de Schwytz.

## Géographie
Selon l'Office fédéral de la statistique, Riemenstalden mesure 11,21 km2. 

## Démographie
Selon l'Office fédéral de la statistique, Riemenstalden possède 84 habitants fin 2022. Sa densité de population atteint 7 hab./km².
Le graphique suivant résume l'évolution de la population de Riemenstalden entre 1850 et 2008 :